# 現在論
哲學的現在論（presentism）是認為過去和未來都不存在的觀點。 在某些版本的現在論中，現在論承認了有無時間性的物件或理念（例如數字）存在。根據現在論，只存在過去或未來的事件和物件並不存在。現在論與永恆論以及增長塊宇宙理論對立，增長塊宇宙理論主張過去的事件存在，即使不存在於當下。而永恆論則主張現在、過去及未來都同樣存在。

## 概述
希波的奧古斯丁提出現在就像是被準確地置於曾見的過去和想像的未來之間的刀口，並不適用時間的概念。這應是不證自通的，因為若是現在遭到延長了，現在則會被分為好幾個段落，而倘若它們真的是好幾個段落的話，它們將不具有同時性（simultaneous）。根據早期哲學家的說法，時間無法是同時的，因此現在並未被延長。
與奧古斯丁相反，有些哲學家則提出了意識的經驗就是時間的延長。例如：威廉·詹姆士說時間「在我們短暫而持續的感知中得以延續」。而其他早期哲學家則採用了印度佛教的傳統思想，一個研究現代佛教哲學的重要學者費奧多爾·舍爾巴茨基用了很大的篇幅來描述佛教的哲學論：「所有在過去的東西都是不真實的，所有在未來的東西都是不真實的，所有想像的、缺少的、精神上的... 都不真實。唯有現在發生的事（即因果關係）是真實的。」
根據麥克塔加特所作的「時間的不實在性」中的A系列與B系列觀點，現在論斷定A系列就是基本的定理，而B系列是不足的。現在論者保持著需要用到時態的時間非永恆論點，而舊的B理論家則反駁時態可以被縮減至無時態的知識。

## 外部連結
- Ingram, David. . Stanford Encyclopedia of Philosophy.   [2019-08-14]. （原始内容存档于2021-02-27）.
- Balashov, Y; Janssen, M,  (PDF), British Journal for the Philosophy of Science (preprint of article), 2002, 54 (2): 327–346  [2019-08-14], doi:10.1093/bjps/54.2.327, （原始内容存档 (PDF)于2018-05-08）.
- Bourne, Craig, , Oxford: Oxford University Press, 2006, ISBN 978-0-19-921280-4, （原始内容存档于2007-09-29）.
- McKinnon, N, , Australasian Journal of Philosophy, 2003, 81 (3): 305, doi:10.1093/ajp/jag301 (不活跃 2019-02-19), （原始内容 (Geocities)存档于2009-10-26）.
- Petkov, Vesselin, , Pitt, 2005  [2019-08-14], （原始内容存档于2007-03-11）.
- Rea, MC, ,  (PDF), ND, （原始内容 (PDF)存档于2005-11-25）. 介绍Presentism和如何四dimensionalism相矛盾。